# Куликова, Мария Дмитриевна
Мари́я Дми́триевна Кулико́ва (1932, село Липлейка, Спасский район, Пензенская область — 2007, Спасск, Пензенская область) — Герой Социалистического Труда (1971).

## Биография
Родилась в 1932 году в селе Липлейка ныне Спасского района Пензенской области в многодетной крестьянской семье.
В 1939-1942 годах обучалась в Липлейской начальной, а в 1942-1949 годах – в Беднодемьяновской средней школах. В 1949-1954 годах работала старшей пионервожатой в семилетней школе в селе Андреевка Каменского района Пензенской области. В 1954-1957 годах – продавец Беднодемьяновского сельпо. В 1957-1963 годах – рабочая дорожно-строительных работ участка № 2 дороги Москва — Куйбышев, уборщица в Беднодемьяновском сельпо.
С ноября 1963 года – доярка молочно-товарной фермы совхоза «Липлейский» Беднодемьяновского (ныне – Спасского) района Пензенской области. В 1970 году вступила в КПСС.
Рабочих рук тогда не хватало, о подменных доярках не было и речи. Все трудоемкие процессы выполнялись вручную. Нелегко приходилось вначале молодой доярке. За ней закрепили группу первотелок. Мария Дмитриевна находилась на ферме с раннего утра до позднего вечера, не считаясь со временем. Училась у более опытных доярок мастерству, приобретала навыки. Потребовались годы, чтобы выйти на рубеж в 3 тысячи килограммов молока от коровы. Потом удои стали расти. На районных конкурсах мастеров машинного доения в 1969 и 1970 годах заняла первое место, за что была награждена Почётными грамотами и денежными премиями и делегирована на областные конкурсы. Особенно удачным для доярки выдался 1970 год, когда она получила от каждой фуражной коровы по 4650 килограммов молока.
Указом Президиума Верховного Совета СССР от 8 апреля 1971 года за выдающиеся успехи, достигнутые в развитии сельскохозяйственного производства и выполнении пятилетнего плана продажи государству продуктов животноводства Куликовой Марии Дмитриевне присвоено звание Героя Социалистического Труда с вручением ордена Ленина и золотой медали «Серп и Молот».
В дальнейшем вышла на заслуженный отдых.
Жила в селе Липлейка Беднодемьяновского (с 2005 года – Спасского) района.
В Беднодемьяновском районе Пензенской области был учреждён приз имени Героя Социалистического Труда М.Д. Куликовой, которым награждались лучшие доярки района. 

## Награды и признание
- Звание Героя Социалистического Труда с вручением медали «Серп и Молот» (08.04.1971);
- ордена Ленина (08.04.1971);
- Медаль «В ознаменование 100-летия со дня рождения Владимира Ильича Ленина» (1970);
- Медаль «Ветеран труда» (1989);
- Серебряная медаль ВДНХ СССР (1984)[2];
- Бронзовая медаль ВДНХ СССР (1981)[3];
- Юбилейная медаль «60 лет Победы в Великой Отечественной войне 1941—1945 гг.»